# August Svensson (arkitekt)
Operettsångaren med samma namn, se August Svensson (sångare)

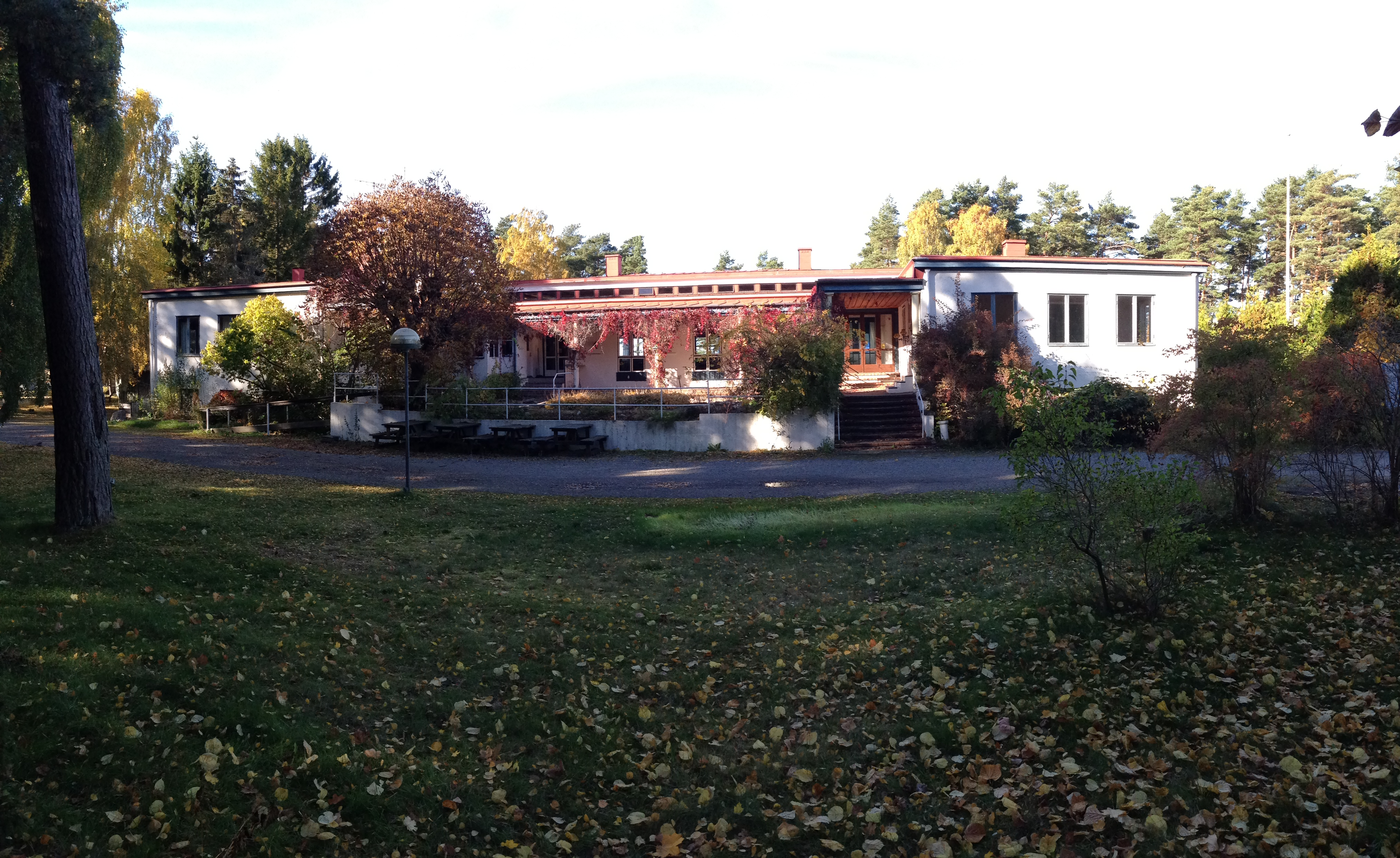
Restauranghuset på Hotel Riviera i Båstad

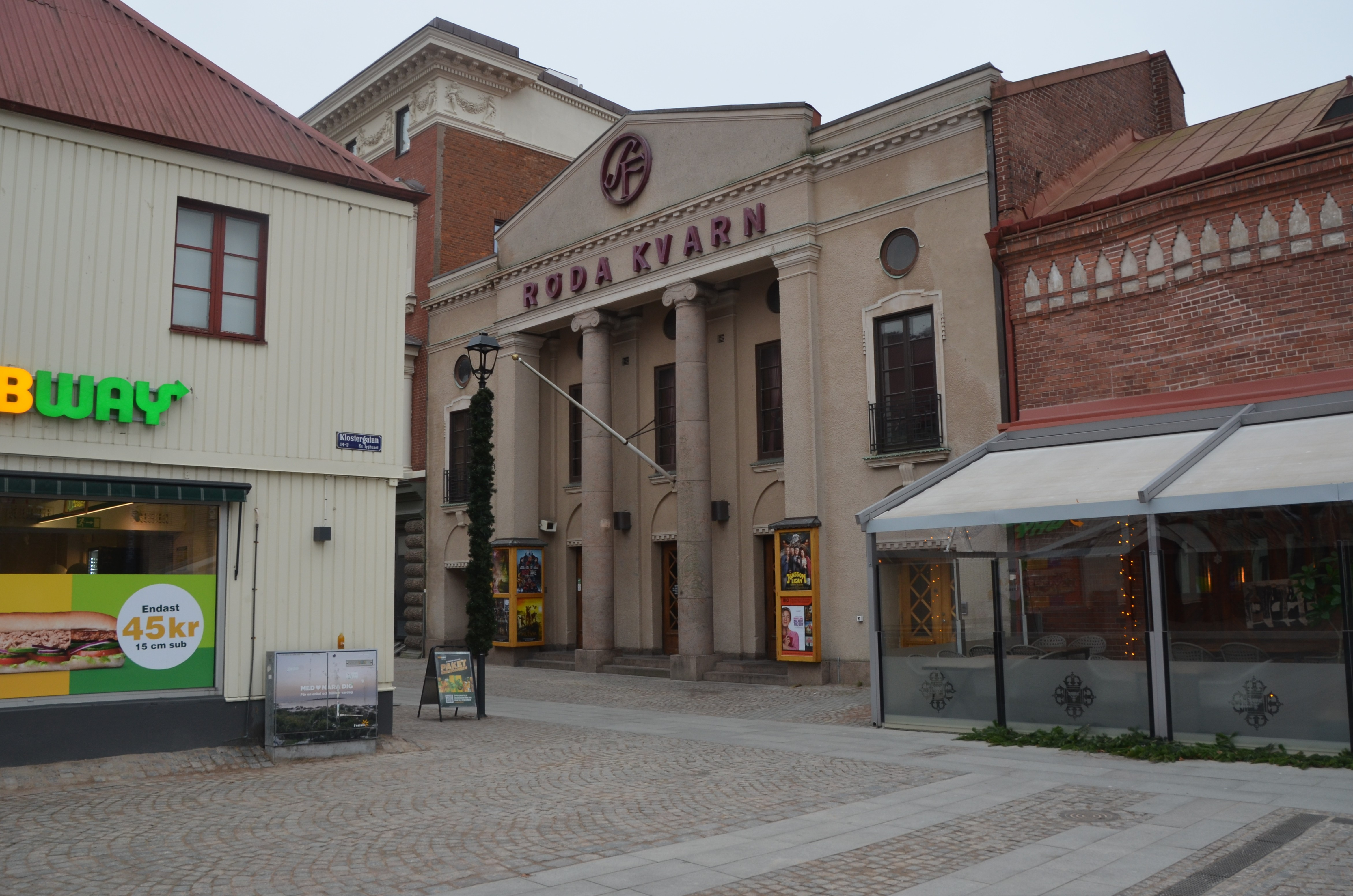
Röda Kvarn, Halmstad

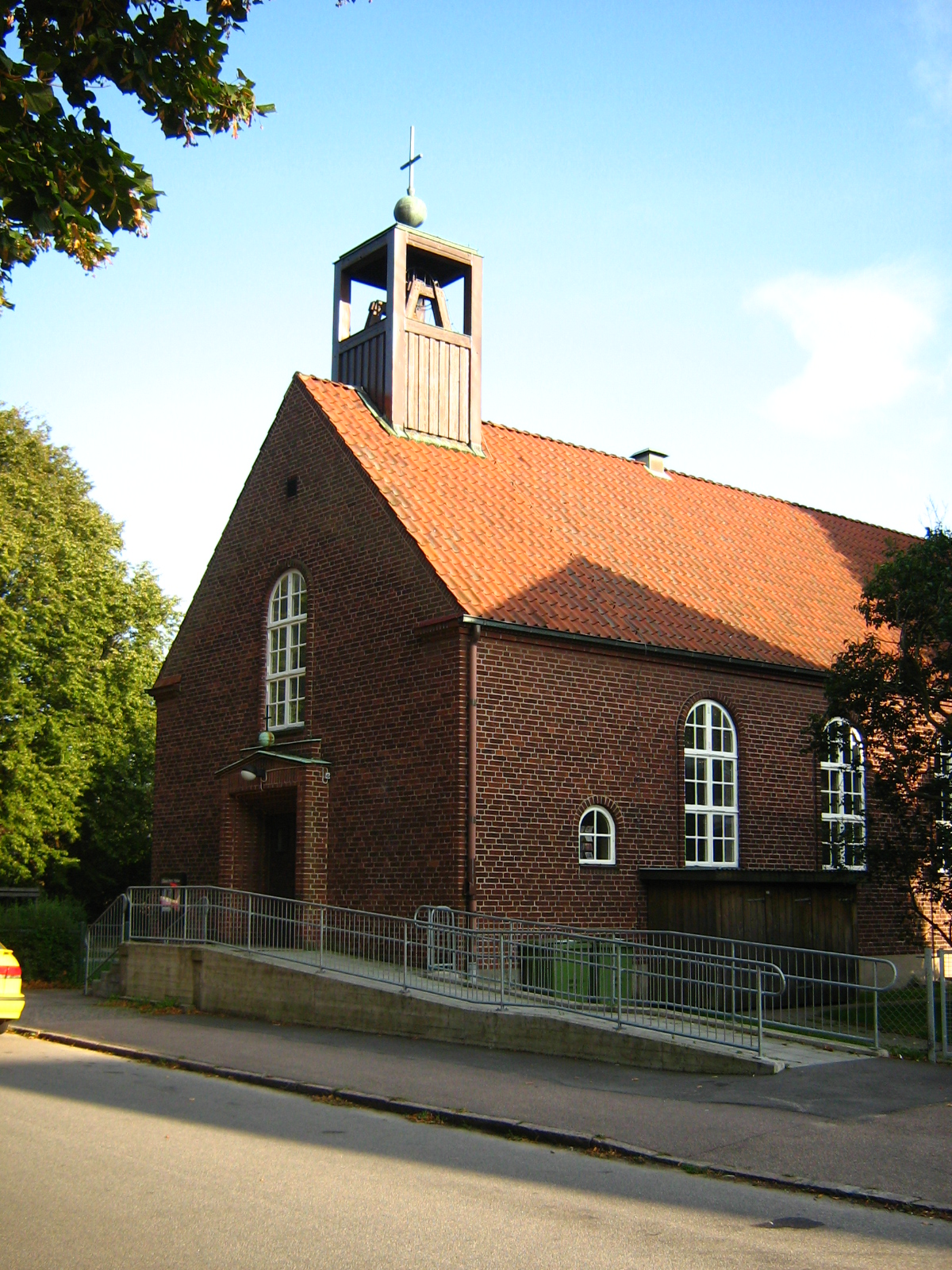
Olaus Petri kyrka

August Svensson, född 1886, död 1935. var en svensk arkitekt.
August Svensson utbildade sig till snickare och arbetade för arkitekt Uno Forthmeiier i Halmstad. Han har därefter ritat omkring 90 hus i Halmstad i klassisistisk stil, bland annat biografen Röda Kvarn vid Lilla Torg 1925, Strandhotellet i Mellbystrand 1927 och restaurangdelen av Hotel Riviera i Båstad. Han medverkade strax före sin död i arbetet med Olaus Petri kyrka i Halmstad. 
Han är gravsatt på  Halmstads västra kyrkogård